# Грузия на «Детском Евровидении»
Участие Грузии на «Детском Евровидении» впервые началось на конкурсе 2007 года, который проходил в Роттердаме, Нидерланды. Грузинская общественная телерадиокомпания (GPB) несёт ответственность за процесс отбора своих участников с момента их дебюта. Первой представительницей, принявшей участие от этой страны на конкурсе, стала Мариам Ромелашвили с песней «Odelia Ranuni» (ოდელია რანუნი), которая заняла четвёртое место из семнадцати участвующих стран, набрав 116 баллов. С момента своего дебюта Грузия ни разу не пропустила ни одного конкурса и является единственной страной, которая выиграла его четыре раза: в 2008, 2011, 2016 и 2024 годах. Впервые Грузия приняла конкурс в 2017 году в «Олимпийском дворце» в Тбилиси.

## История
Первой грузинской участницей стала Мариам Ромелашвили с песней «Odelia Ranuni» (ოდელია რანუნი), которая заняла четвёртое место из семнадцати на конкурсе в Роттердаме в 2007 году.
В 2008 году Грузию представляла группа Бзикеби с песней «Bzzz…», которая была исполнена на вымышленном языке. Группа выиграла конкурс, набрав 154 балла и получив, в общей сложности, восемь 12 баллов из четырнадцати возможных, что является вторым результатом по количеству 12 баллов, полученных победителем любого года на конкурсе.
В 2011 году страна вновь выиграла конкурс. Грузию представляла группа Candy, которая на сцене в Ереване исполнила песню «Candy Music». Девочки набрали 108 баллов и финишировали первыми.
24 апреля 2014 года было объявлено, что Грузия примет участие в конкурсе 2014 года. Lizi Pop с песней «Happy Day» была выбрана внутреннем отбором. Будучи фавориткой, девочка отправилась представлять Грузию на конкурс в Марсу, однако впервые страна не смогла попасть в топ-10. Тем не менее, официальный клип песни, загруженный на YouTube-канале «Детского Евровидения» и насчитывающий более 30 миллионов просмотров, является вторым по количеству просмотров, после клипа Роксаны Венгель.
В 2016 году Грузия в очередной раз выиграла конкурс с песней «Mzeo» (მზეო) в исполнении Мариам Мамадашвили, сделав Грузию первой страной, которая трижды выиграла конкурс.
26 ноября 2017 года Грузия впервые приняла конкурс песни «Детское Евровидение». На домашнем конкурсе, Грузию представлял Григол Кипшидзе с песней «Voice of the Heart». В турнирной таблице, он занял 2 место со 185 баллами.
В 2019 году, на конкурсе в Гливице, Георгий Ростиашвили представлял Грузию с песней «We Need Love». Георгий финишировал на 14 месте, что является худшим результатом страны на данный момент. В 2023 году в Ницце Анастасия Васадзе и Ranina также заняли 14 место.
На конкурсе 2024 года, проходившем в Мадриде, страну представил Андриа с песней «To My Mom», заняв 1 место с 239 баллами, в точности повторив результат 2016 года. Таким образом, Грузия стала первым в истории четырёхкратным чемпионом «Детского Евровидения».

## Участники
Победитель
     Второе место
     Третье место
     Четвёртое место
     Пятое место
     Последнее место
     Не участвовала или была дисквалифицирована
     Несостоявшееся участие
| 2007 | Роттердам | Мариам Ромелашвили         | «Odelia Ranuni» (ოდელია რანუნი)   | —                          | Грузинский                          | 4  | 116 |
| 2008 | Лимасол   | Бзикеби                    | «Bzzz…»                           | «Бззз…»                    | Вымышленный                         | 1  | 154 |
| 2009 | Киев      | Princesses                 | «Lurji prinveli» (ლურჯი ფრინველი) | «Синяя птица»              | Грузинский, английский              | 6  | 68  |
| 2010 | Минск     | Мариам Кахелишвили         | «Mari-Dari» (მარი-დარი)           | —                          | Вымышленный                         | 4  | 109 |
| 2011 | Ереван    | Candy                      | «Candy Music»                     | «Сладкая музыка»           | Грузинский, английский              | 1  | 108 |
| 2012 | Амстердам | Funkids                    | «Funky Lemonade»                  | «Обалденный лимонад»       | Грузинский, английский              | 2  | 103 |
| 2013 | Киев      | The Smile Shop             | «Give Me Your Smile»              | «Подари мне свою улыбку»   | Грузинский, английский              | 5  | 91  |
| 2014 | Марса     | Lizi Pop                   | «Happy Day»                       | «Счастливый день»          | Грузинский, английский              | 11 | 54  |
| 2015 | София     | The Viruses                | «Gabede» (გაბედე)                 | «Дерзай»                   | Грузинский                          | 10 | 51  |
| 2016 | Валлетта  | Мариам Мамадашвили         | «Mzeo» (მზეო)                     | «Солнце»                   | Грузинский                          | 1  | 239 |
| 2017 | Тбилиси   | Григол Кипшидзе            | «Voice of the Heart»              | «Голос сердца»             | Грузинский                          | 2  | 185 |
| 2018 | Минск     | Тамар Эдилашвили           | «Your Voice»                      | «Твой голос»               | Грузинский, английский              | 8  | 144 |
| 2019 | Гливице   | Георги Ростиашвили         | «We Need Love»                    | «Мы нуждаемся в любви»     | Грузинский, английский              | 14 | 69  |
| 2020 | Варшава   | Сандра Гаделия             | «You Are Not Alone»               | «Ты не одинок»             | Грузинский, английский              | 6  | 111 |
| 2021 | Париж     | Нико Каджая                | «Let's Count the Smiles»          | «Давайте посчитаем улыбки» | Грузинский, английский, французский | 4  | 163 |
| 2022 | Ереван    | Мариам Бигвава             | «I Believe»                       | «Я верю»                   | Грузинский, английский              | 3  | 161 |
| 2023 | Ницца     | Анастасия Васадзе и Ranina | «Over The Sky»                    | «Над небом»                | Грузинский, английский              | 14 | 74  |
| 2024 | Мадрид    | Андриа                     | «To My Mom»                       | «Моей маме»                | Грузинский                          | 1  | 239 |
| 2025 | Тбилиси   |                            |                                   |                            |                                     |    |     |

### Фотогалерея

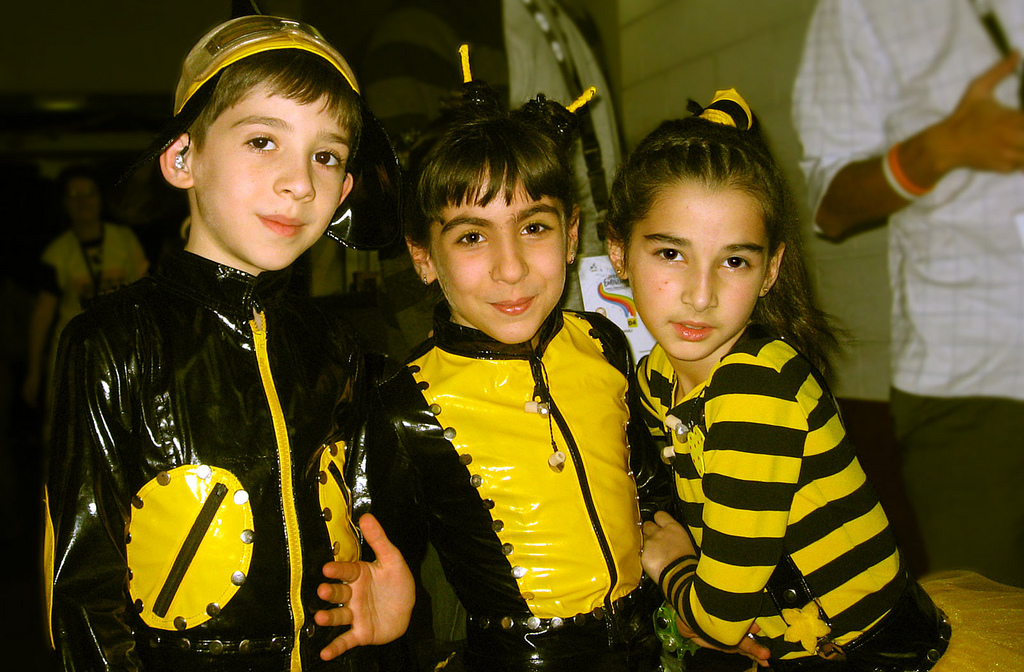
Бзикеби в Лимасоле (2008)
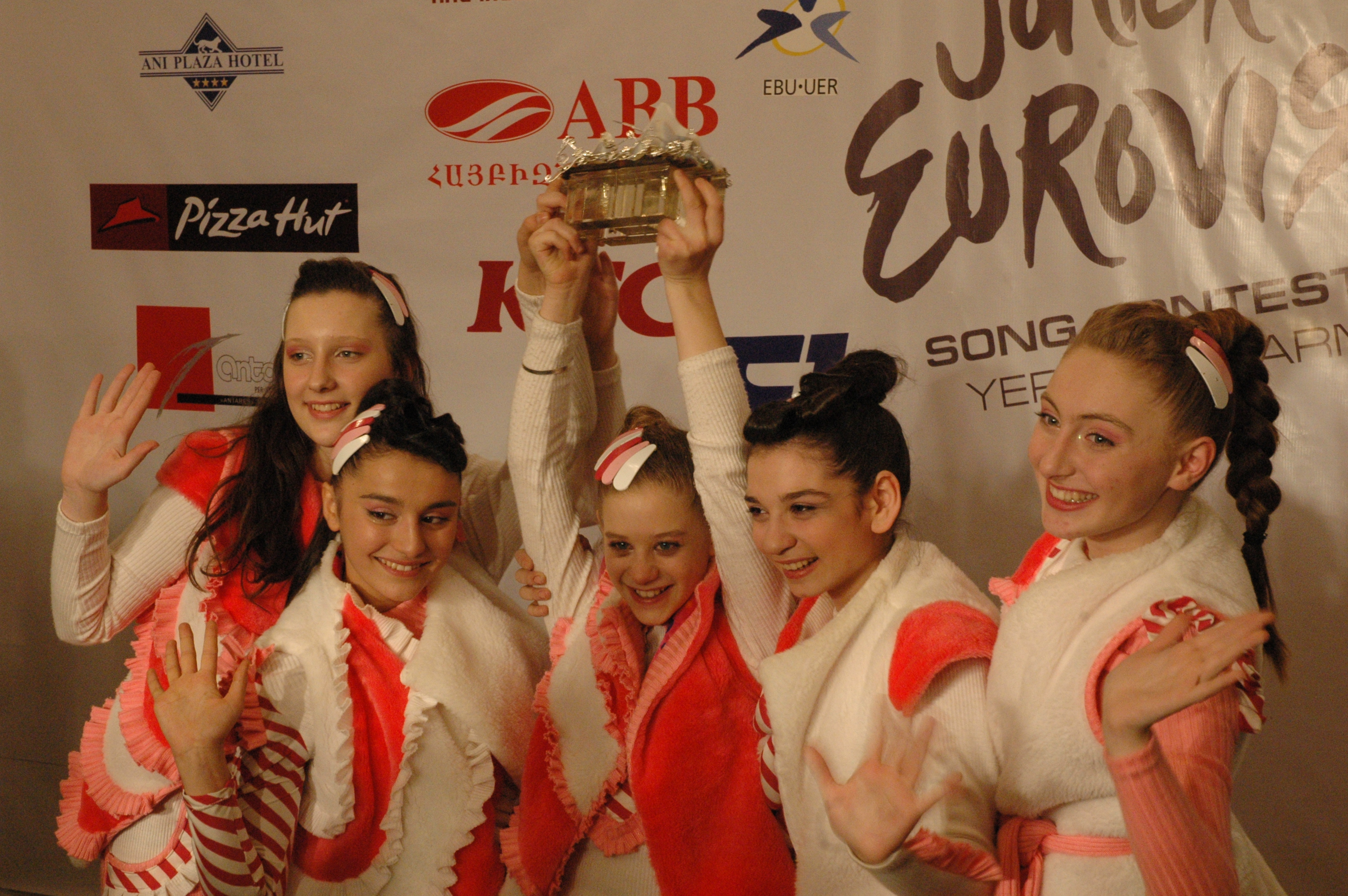
Candy в Ереване (2011)
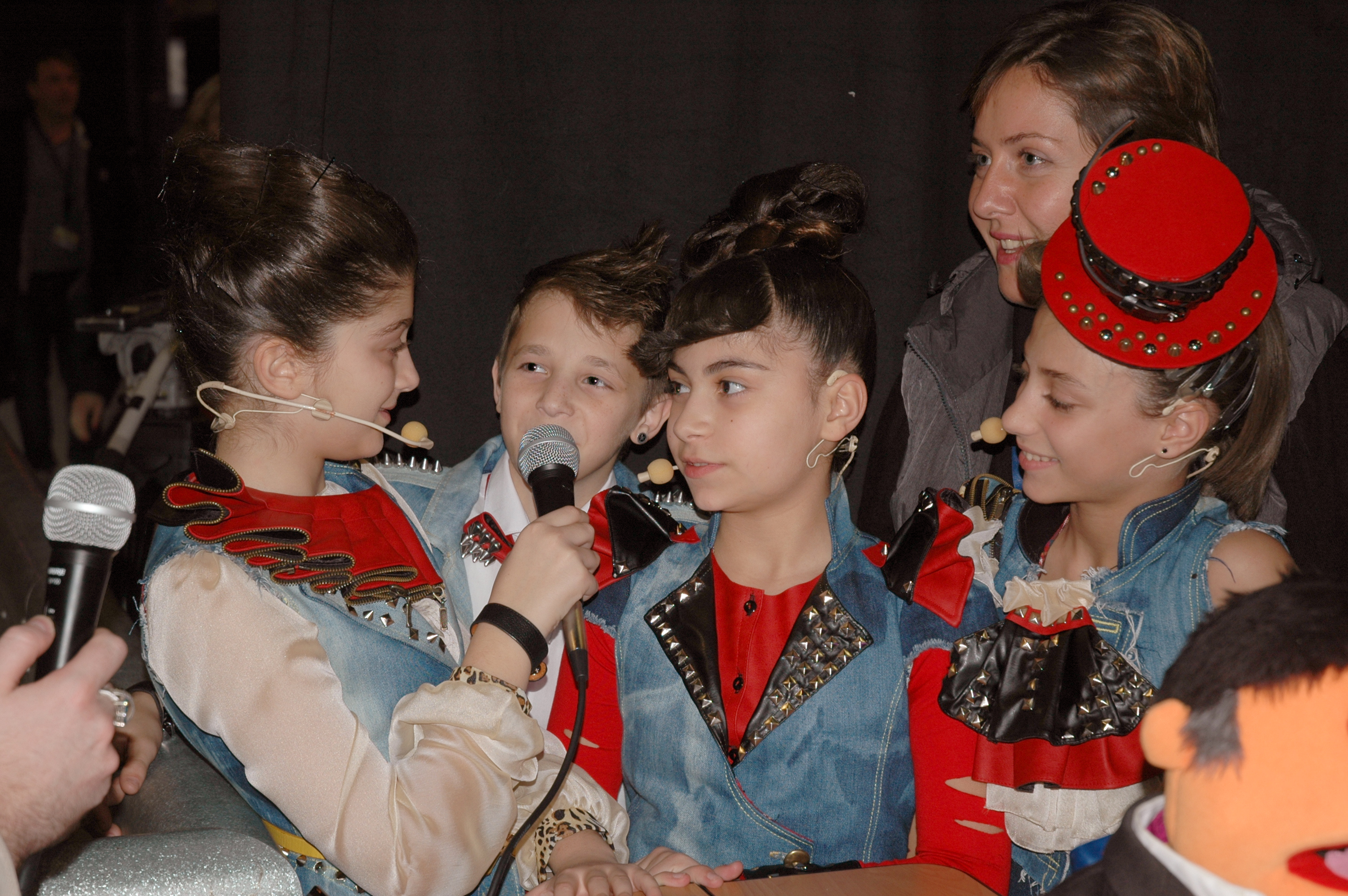
Funkids в Амстердаме (2012)
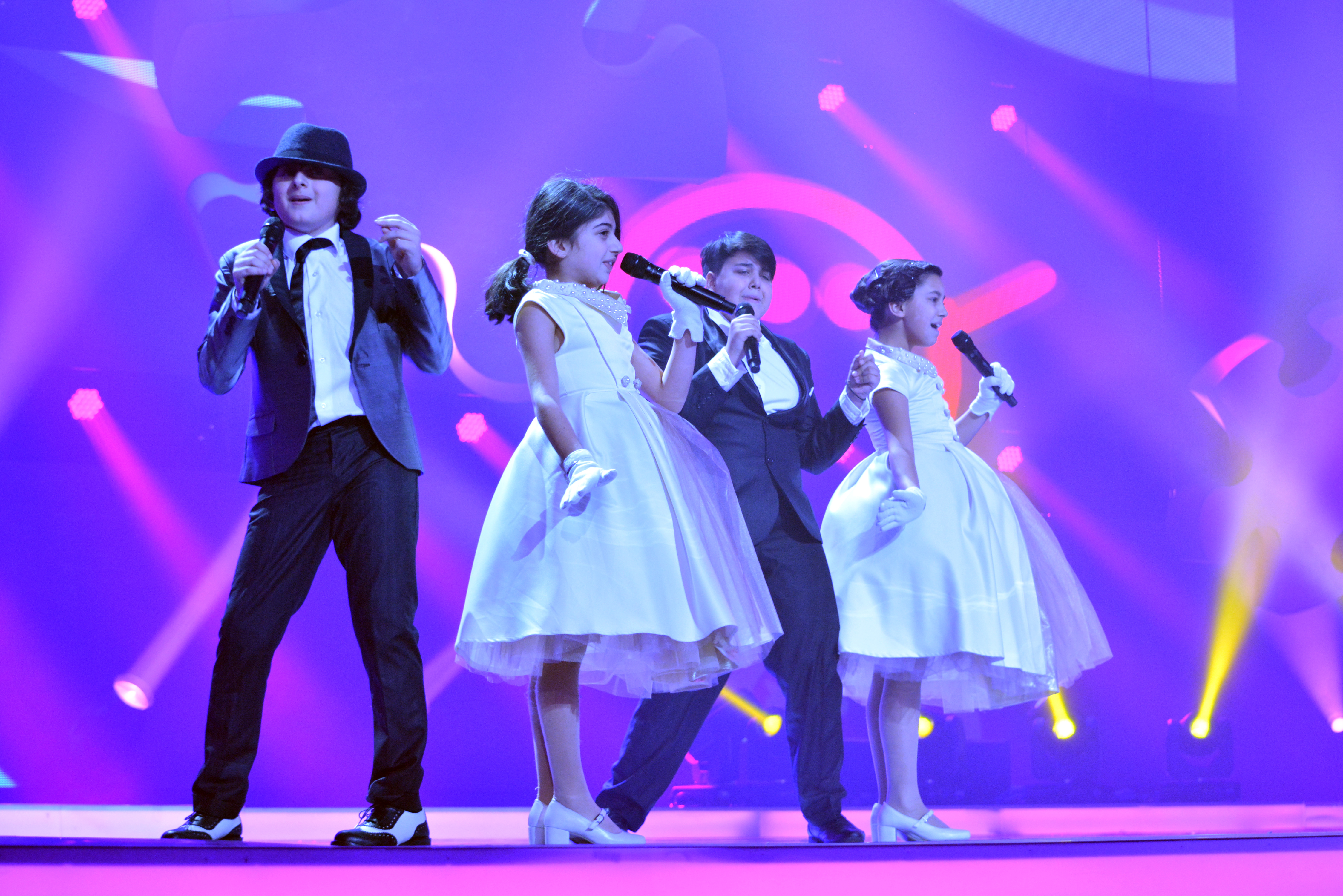
The Smile Shop в Киеве (2013)
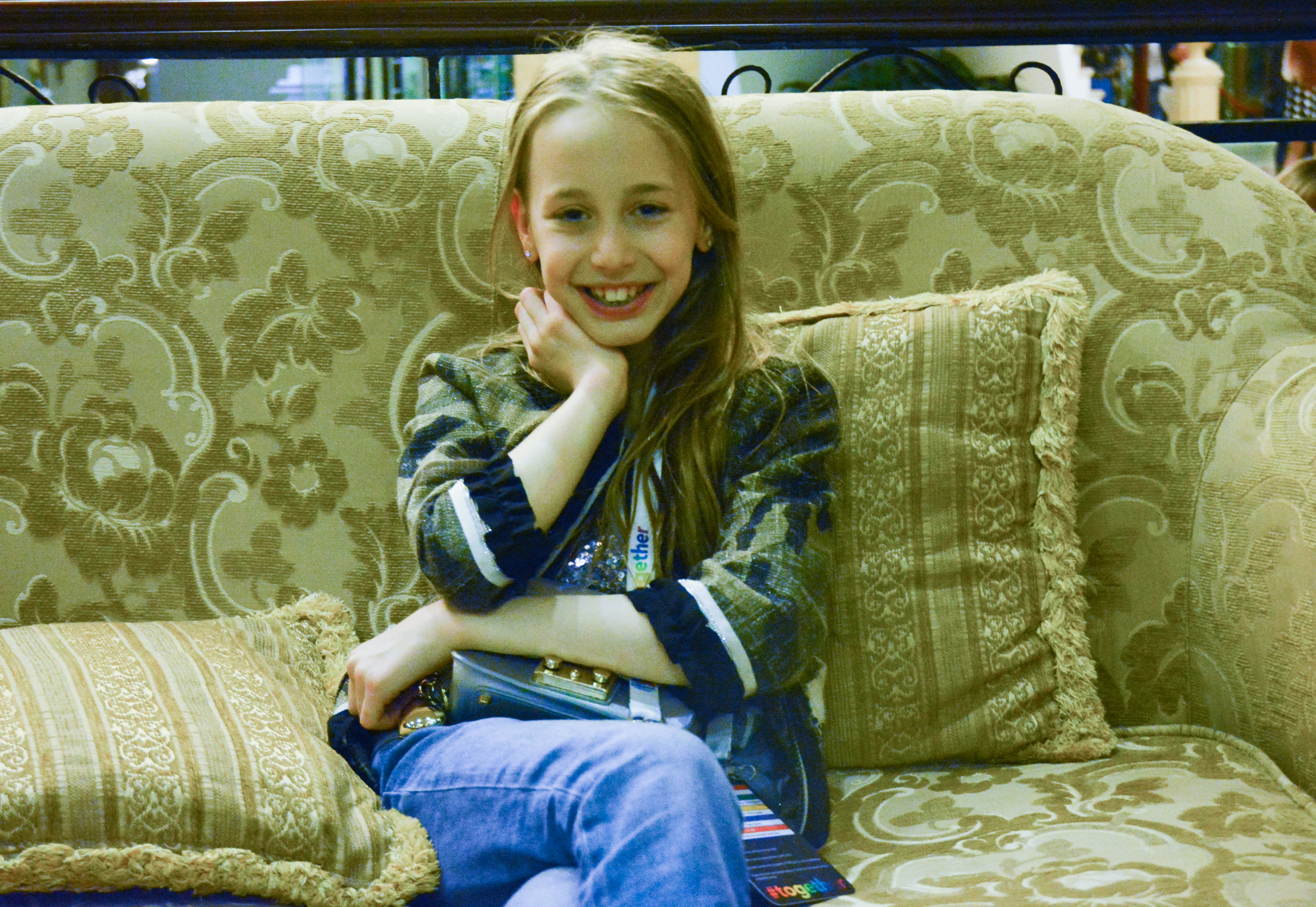
Lizi Pop в Марсе (2014)
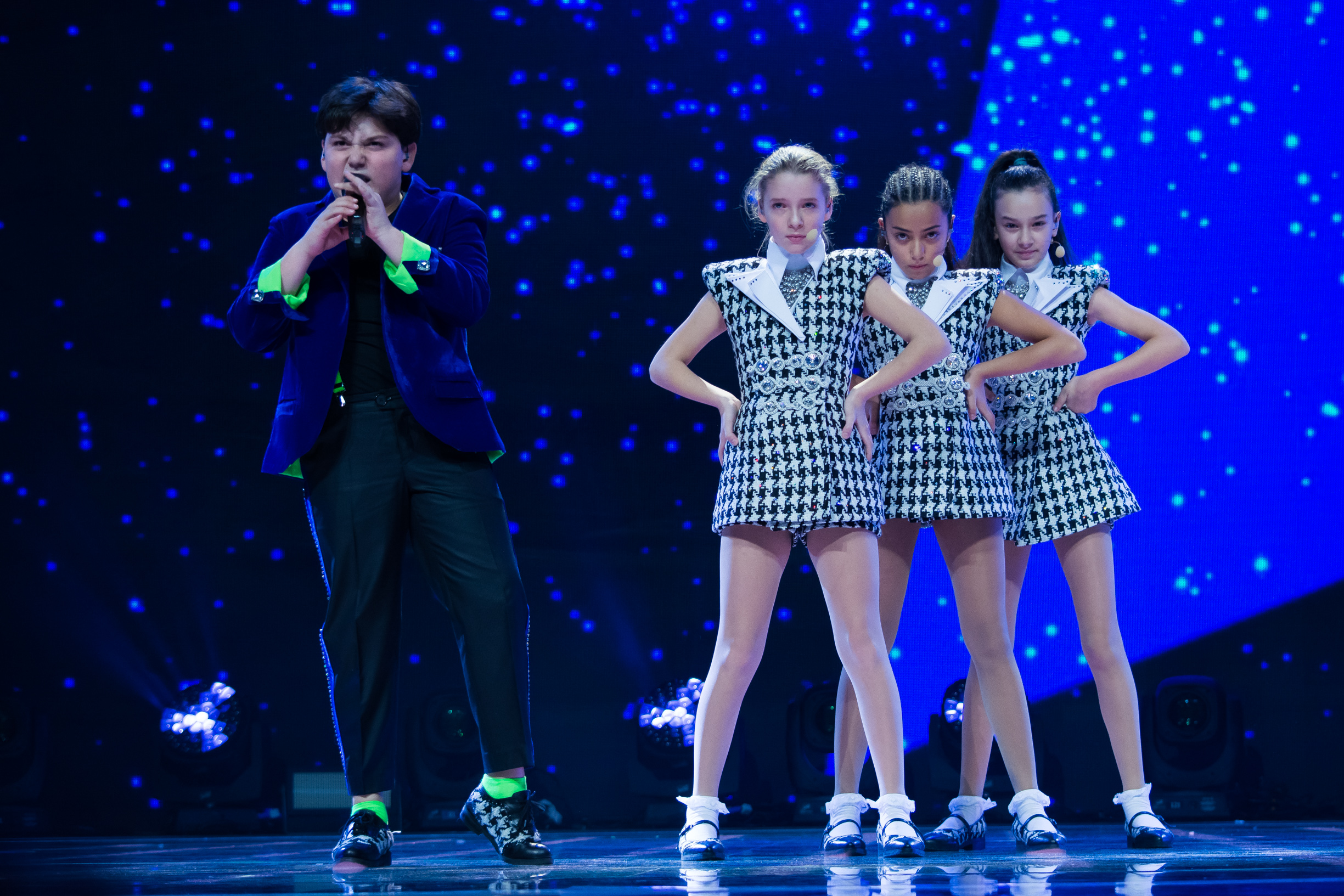
The Virus в Софии (2015)
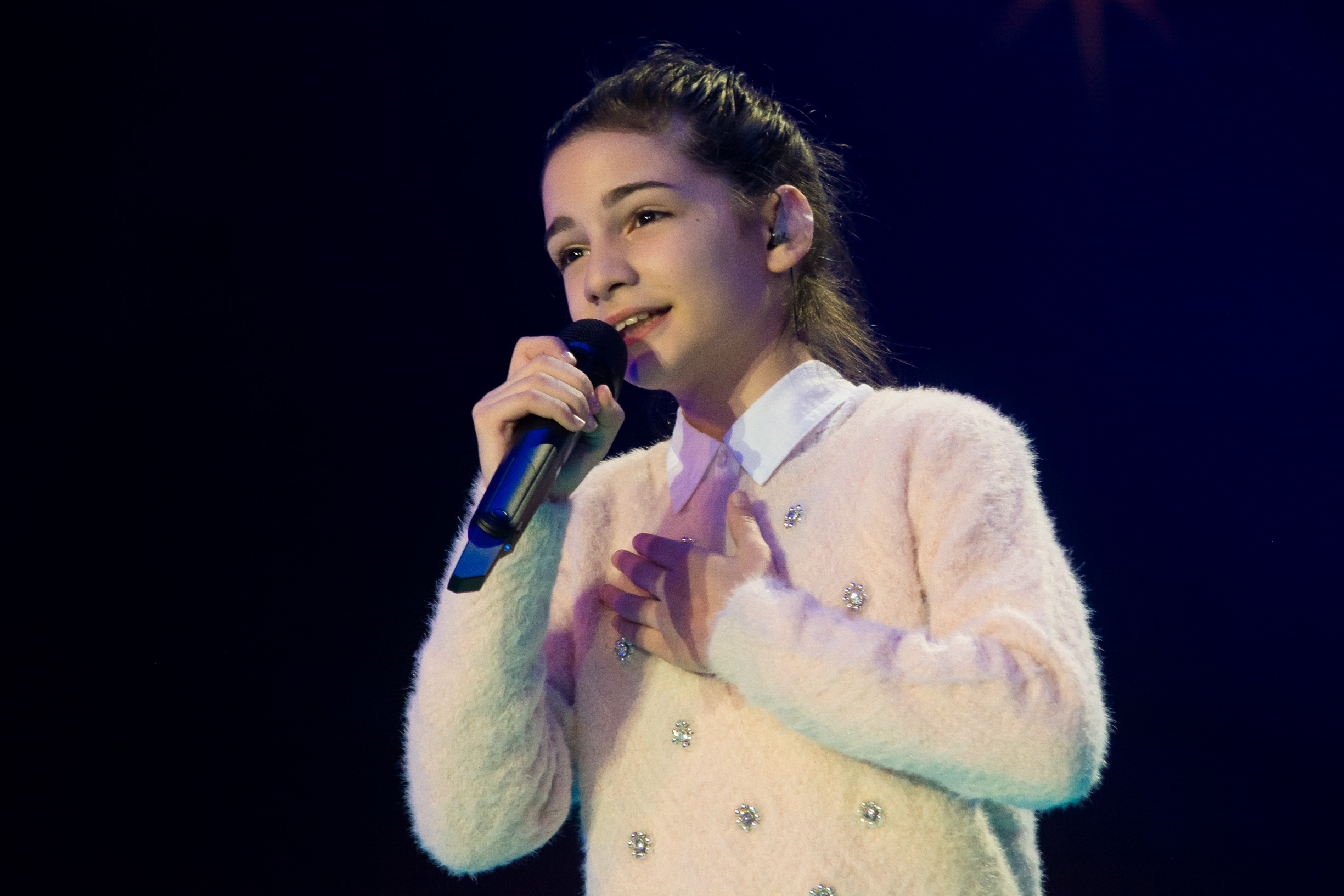
Мариам Мамадашвили в Валетте (2016)
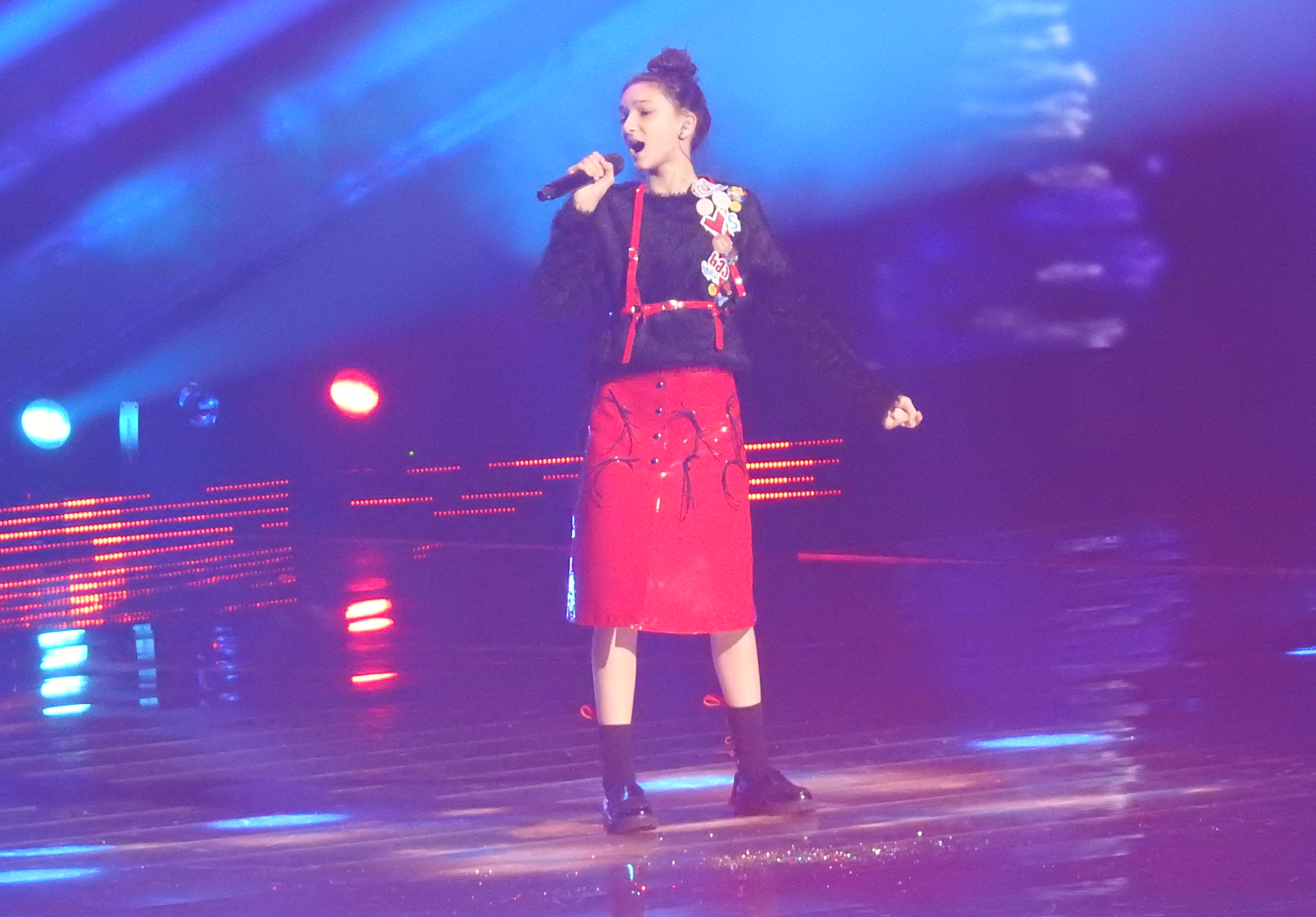
Тамар Эдилашвили в Минске (2018)
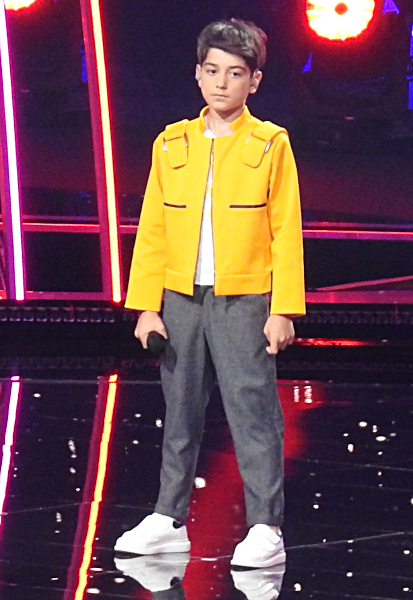
Георгий Ростиашвили в Гливице (2019)
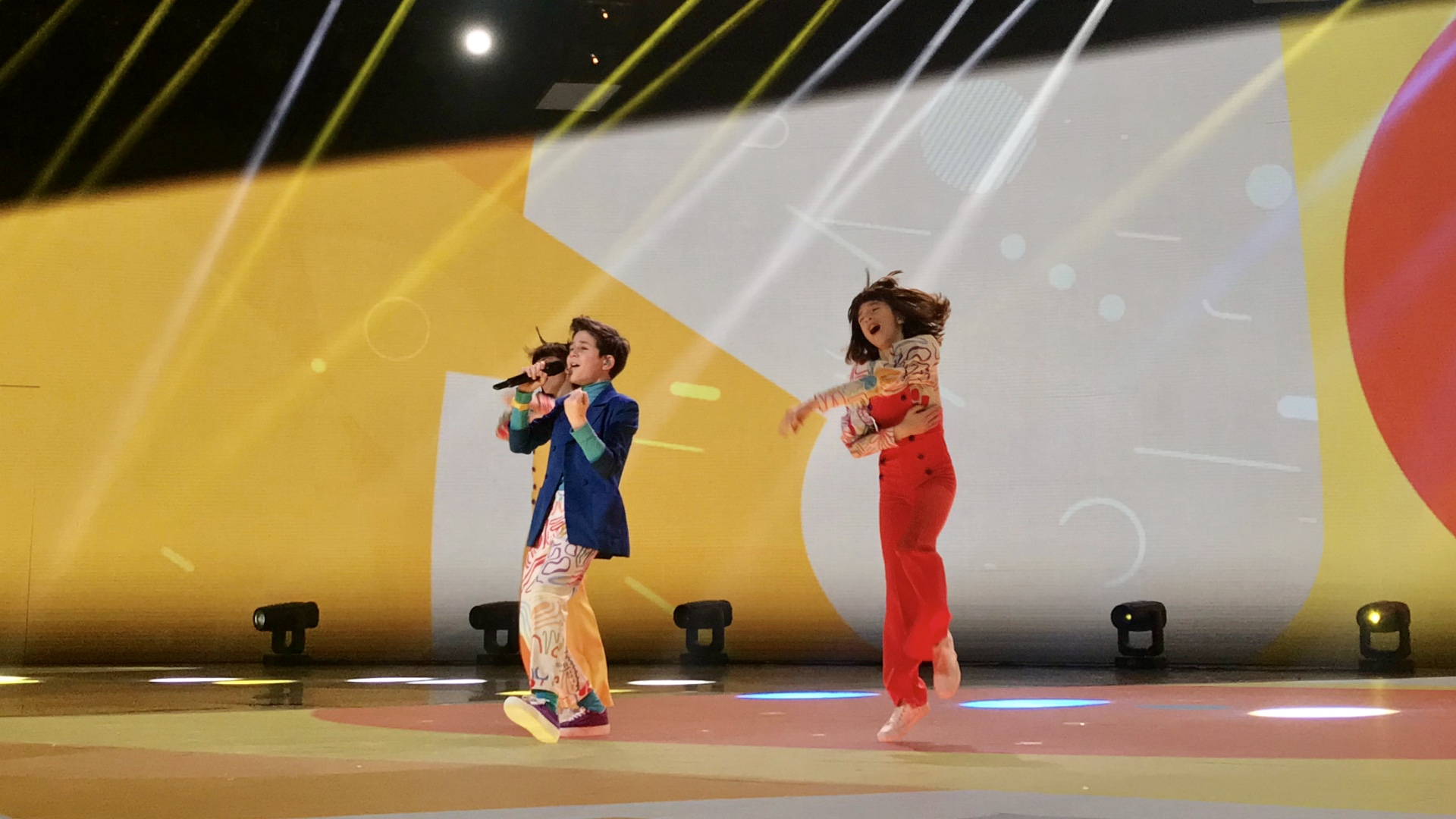
Нико Каджая в Париже (2021)
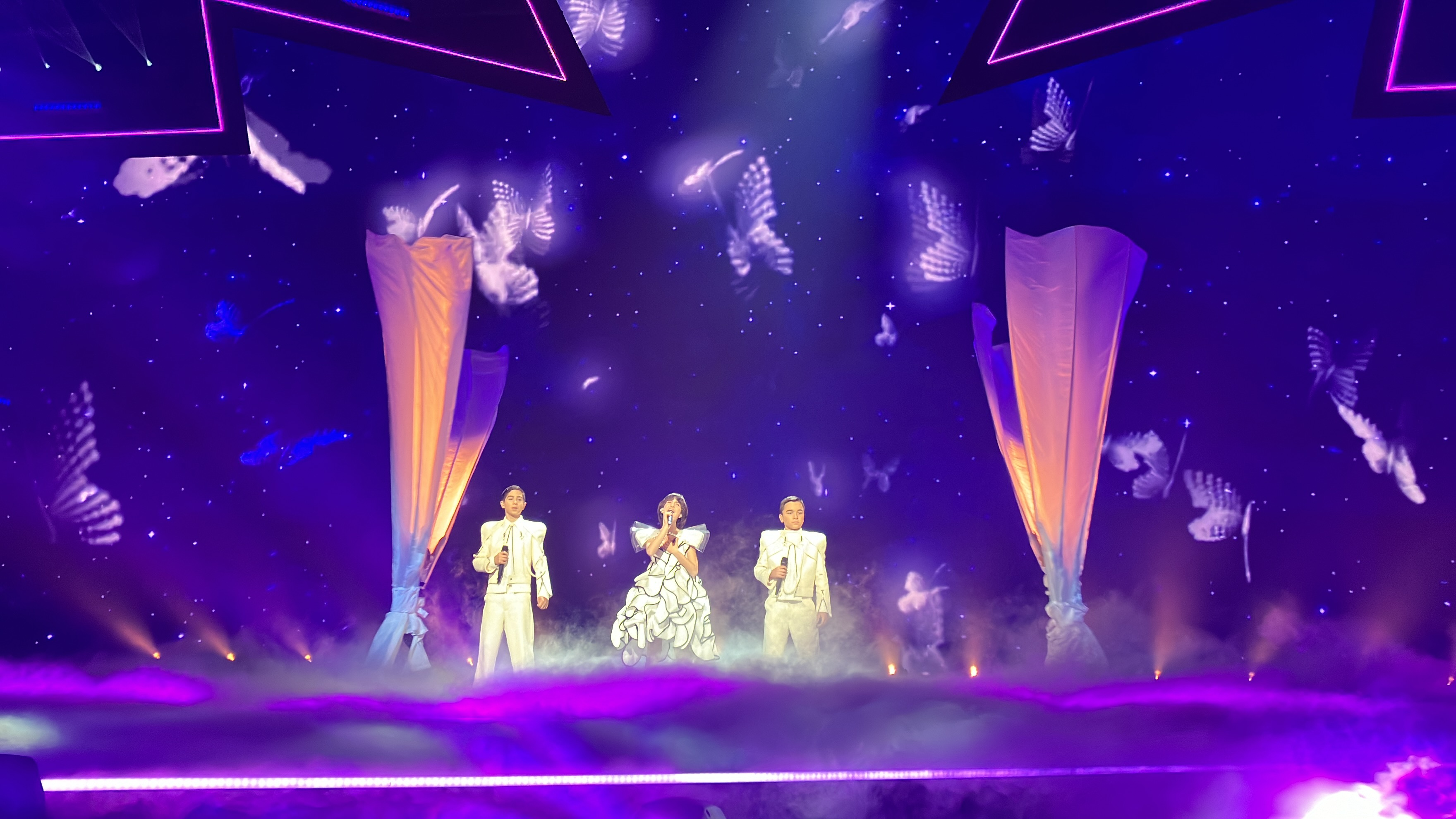
Анастасия Васадзе и Ranina в Ницце (2023)

## Комментаторы и глашатаи
Конкурсы транслируются онлайн по всему миру через официальный сайт песенного конкурса «Детское Евровидение» и YouTube-канал. Грузинская общественная телерадиокомпания (GPB) присылает на каждый конкурс своих комментаторов, чтобы они комментировали конкурс на грузинском языке. Глашатаи также самостоятельно выбираются национальным вещателем для того, чтобы объявлять баллы от Грузии. Ниже в таблице приведена подробная информация о каждом комментаторе и глашатае, начиная с 2007 года.
| Год  | Комментатор(ы)                        | Глашатай                 |
| ---- | ------------------------------------- | ------------------------ |
| 2007 | Темо Квирквелиа                       | Нино Эпремидзе           |
| 2008 | Темо Квирквелиа                       | Ана Давитая              |
| 2009 | София Автунашвили                     | Ана Давитая              |
| 2010 | Темо Квирквелиа                       | Георгий Торадзе          |
| 2011 | Темо Квирквелиа                       | Елена Макашвили          |
| 2012 | Темо Квирквелиа                       | Candy                    |
| 2013 | Натия Бунтури и Георгий Грджелишвили  | Елена Мегрелишвили       |
| 2014 | Меро Чикашвили и Темо Квирквелия      | Мариам Хунджгуруа        |
| 2015 | Тута Чхеидзе                          | Лизи Джапаридзе          |
| 2016 | Деметре Эргемлидзе                    | Элене Стуруа             |
| 2017 | Деметре Эргемлидзе                    | Лизи Тавберидзе          |
| 2018 | Хелен Каландадзе и Георгий Абашидзе   | Николоз Васадзе          |
| 2019 | Деметре Эргемлидзе и Тамар Эдилашвили | Анастасия Гарсеванишвили |
| 2020 | Хелен Каландадзе                      | Марита Кхведелидзе       |
| 2021 | Николоз Лобиладзе                     | Сандра Гаделия           |
| 2022 | Николоз Лобиладзе                     | Нико Каджая              |
| 2023 | Николоз Лобиладзе                     | Мариам Бигвава           |
| 2024 | Николоз Лобиладзе                     | Анастасия Васадзе        |

## Как принимающая страна
| Год  | Город проведения | Место проведения     | Ведущие                            |
| ---- | ---------------- | -------------------- | ---------------------------------- |
| 2017 | Тбилиси          | «Олимпийский дворец» | Хелен Каландадзе и Лизи Джапаридзе |
| 2025 | Тбилиси          | «Олимпийский дворец» |                                    |